# Кобулов Богдан Захарович
Богда́н Заха́рович Кобу́лов (нар. 1 березня 1904, Тифліс, Російська імперія — 23 грудня 1953, Москва, СРСР) — діяч радянських органів держбезпеки, генерал-полковник (09.07.1945, переатестація з комісара ГБ 2-го рангу (04.02.1943)). Заступник наркома НКВС ГрузРСР (1937–1938), НКВД СРСР (1941–1943) і НКДБ (1941, 1943–1945), 1-й заст. міністра внутр. справ СРСР (1953). Входив до найближчого оточення Л. П. Берії. Один з головних організаторів сталінських репресій. Кандидат у члени ЦК КПРС у 1939—1953 роках. Депутат Верховної ради СРСР 2-го скликання.

## Біографія
Народився в тифліській родині вірменського кравця. У 1911–1921 роках навчався в тифліській гімназії. У 1921–1922 роках на службі в РСЧА. З 1921 року — член РКСМ-ВЛКСМ. З січня 1925 — член ВКП(б).

### Робота в Грузії
У 1922–1926 — співробітник Грузинської ЧК. З 1926 року — співробітник Закавказького ГПУ і ГПУ Грузинської РСР (з липня 1934 року — УГБ НКВД ЗРФСР і УНКВД Грузинської РСР). У 1931 році був помічений Л. П. Берією, і висунутий ним на роботу в Секретно-політичний відділ ГПУ Грузії. У 1935 році перебував у відрядженні в Персії. З лютого по листопад 1936 начальник ЕКО УГБ НКВД ЗРФСР і УНКВД Грузинської РСР, потім в УГБ НКВД Грузинської РСР. З грудня 1937 виконувач обов'язків зам. наркома, з лютого по вересень 1938 заст. наркома внутрішніх справ Грузинської РСР. Керував чистками в Грузії, під час яких загинуло більшість колишніх її керівників, створив у республіці атмосферу загального страху.

### Робота в Москві
15.9.1938 був викликаний Л. П. Берією до Москви і призначений нач. 4-го (секретно-політичного) відділу 1-го управління НКВС СРСР (з 29.9.1938 — 2-й відділ Головного управління державної безпеки), одночасно 17.12.1938 став заст. нач. ГУДБ. З 22.12.1938 по 04.09.1939 нач. слідчої частини НКВС СРСР. Найближчий і найбільш довірений співробітник Берії, один з головних організаторів політичного терору.

### У ролі організатора «ліквідацій»
Б. Кобулов — організатор (за дорученням Л. Берії, з санкції Сталіна) ліквідації повпреда СРСР в Китаї І. Т. Бовкуна-Луганця і його дружини (Цхалтубо, 1939 рік). У 1940 році входив до складу «трійки», що займалася винесенням смертних вироків полоненим польським жандармам, тюремникам, прикордонникам, офіцерам і ін. (Катинський розстріл).
З виділенням НКДБ зі складу НКВС у 1941 році — заступник наркома ДБ Меркулова, з об'єднанням наркоматів після початку війни — заступник наркома внутрішніх справ СРСР Берії. З повторним поділом НКВС у 1943 році — 1-й заступник наркома державної безпеки Меркулова (єдиний заступник, «керував всією розвідувальною і контррозвідувальною діяльністю і особисто доповідав матеріали Сталіну»).

### У ролі організатора депортацій
За операцію з виселення чеченців та інгушів в 1944 році нагороджений орденом Суворова I ступеня. З 13 квітня 1944 керував операцією по очищенню Кримської АРСР від «антирадянських елементів». Займався виселенням «німецьких ставлеників» в Кабардино-Балкарії. 15 липня 1944 нагороджений орденом Червоного Прапора за операцію з виселення з Криму кримських татар, болгар, греків і вірмен. Керував також виселенням турків, курдів, хемшин, за що нагороджений орденом Вітчизняної війни I ступеня.
З 1946 року Начальник Головного управління радянським майном за кордоном (ГУСИМЗ).
Після смерті І. В. Сталіна 12 березня 1953 був призначений першим заступником міністра внутрішніх справ Союзу РСР Берія.

### Арешт і смерть
27 червня 1953 Кобулов був заарештований разом з Берією за звинуваченням у шпигунстві і змові з метою захоплення влади, і 23 грудня 1953 розстріляний. Тіло страченого Кобулова було піддано кремації, і прах похований на Донському кладовищі.
У 1955 році був розстріляний також його брат Амаяк, що працював на високих посадах в НКВД і користувався заступництвом Берії.